# Nikita Michailowitsch Tregubow
Nikita Michailowitsch Tregubow (russisch Никита Михайлович Трегубов, englische Transkription Nikita Mikhaylovich Tregubov, bei der IBSF fälschlicherweise Nikita Tregybov; * 14. Februar 1995 in Krasnojarsk) ist ein russischer Skeletonpilot.

## Werdegang

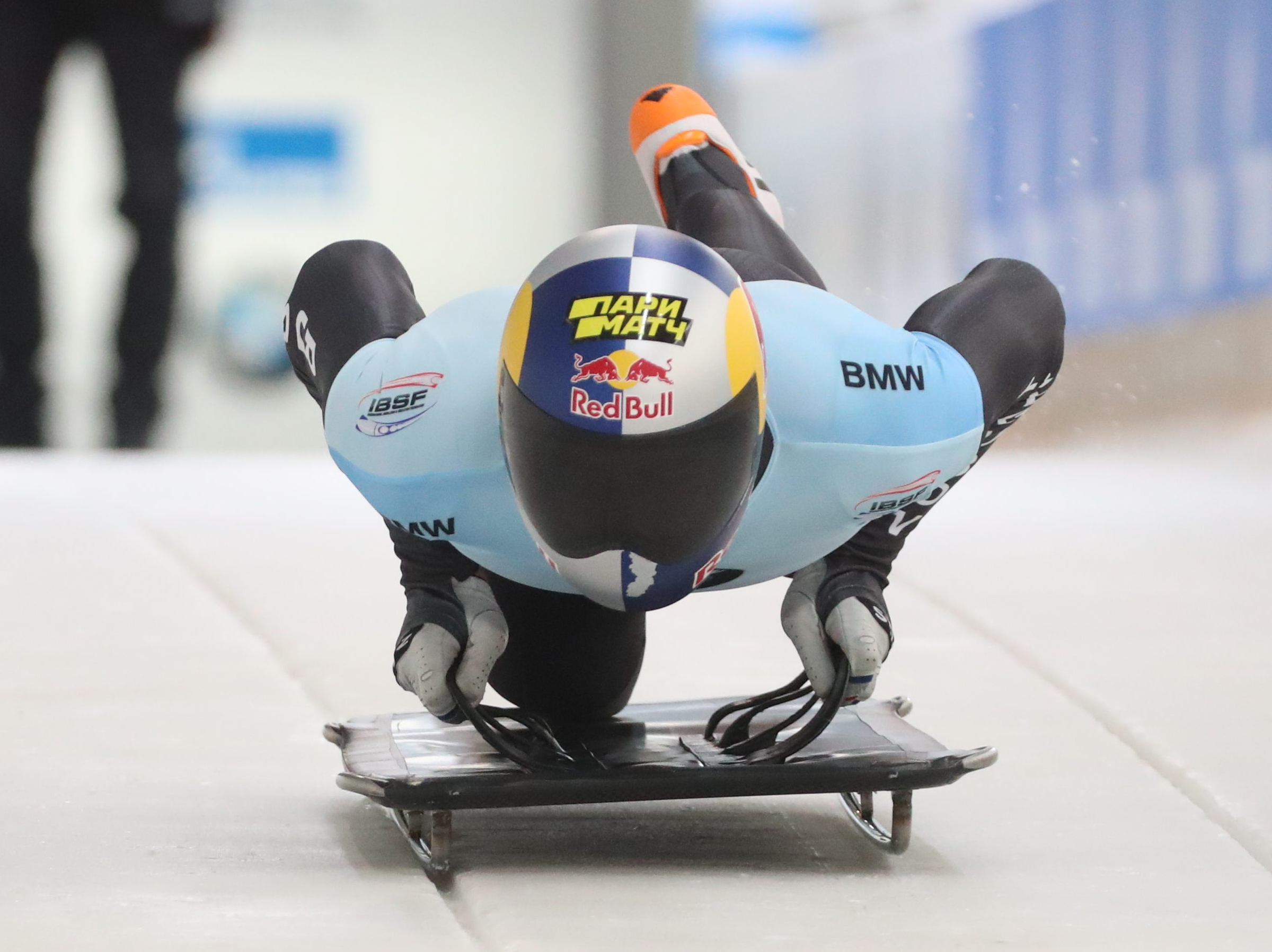
Tregubow bei den Bob- und Skeleton-Weltmeisterschaften 2020 in Altenberg

Nikita Tregubow startete in der Saison 2012/13 erstmals bei internationalen Rennen und debütierte im November 2012 im Europacup. Bereits beim zweiten Rennen am Königssee fuhr er auf den zweiten Rang. Bei den Juniorenweltmeisterschaften im Dezember 2012 in Igls belegte er den achten Platz. Die Gesamtwertung des Europacups schloss er nach konstant guten Leistungen mit Platzierungen unter den besten elf in allen neun Rennen auf dem vierten Rang ab. Im Winter 2013/14 ging Tregubow daraufhin im Intercontinentalcup an den Start und gewann das zweite Saisonrennen in Igls. Auch in den weiteren Rennen konnte er sich gut platzieren und fuhr in Altenberg auf den dritten Rang und gewann das letzte Rennen des Winters in Park City. Er gewann schließlich die Gesamtwertung vor seinen Landsleuten Anton Batujew und Alexander Mutowin. Tregubow qualifizierte sich dadurch ohne Weltcup-Start für die Olympischen Spiele in Sotschi und wurde dort Sechster.
Die Saison 2014/15 begann Tregubow im Intercontinentalcup, wo er bei drei Starts jeweils Zweiter wurde. Im Januar 2015 debütiert er daraufhin im Weltcup und konnte nach zwei fünften Rängen in Altenberg und Königssee mit einem dritten Platz in St. Moritz seine erste Podestplatzierung erreichen. Die gleiche Platzierung konnte Tregubow in Igls erneut einfahren. In der Gesamtwertung belegte er mit fünf Teilnahmen bei acht Saisonrennen den 12. Rang. Im Februar 2015 wurde Tregubow an seinem 20. Geburtstag zeitgleich mit Christopher Grotheer Juniorenweltmeister. Bei der Skeleton-Weltmeisterschaft 2015 in Winterberg belegte er den vierten Platz. Im Winter 2015/16 fuhr er zunächst drei Rennen im Weltcup, wo er beim ersten Saisonrennen Dritter wurde. Statt der Weltcuprennen in Nordamerika nahm er anschließend am Intercontinentalcup teil und wurde dort bei vier Starts je zweimal Sieger und Zweiter. Bei der Junioren-WM 2016 in Winterberg gewann er erneut den Titel und kurz darauf erreichte er die Bronzemedaille bei der Europameisterschaft in St. Moritz.
Bei den Olympischen Spielen 2018 in Pyeongchang trat er unter neutraler Flagge an und holte die Silbermedaille.